# Гогенлоэ, Макс фон
Принц Макс фон Гогенлоэ (нем. Max von Hohenlohe (полное имя: нем. Maximilian Emanuel Maria Alexander Victor Bruno de la Santísima Trinidad y Todos los Santos zu Hohenlohe-Langenburg); 6 октября 1931, Вена — 1 декабря 1994, Марбелья, Андалусия) — немецкий принц из рода Гогенлоэ-Лангенбург, представитель Лихтенштейна на зимних Олимпийских играх 1956 года в соревнованиях по горнолыжному спорту.

## Биография
Родился в Вене 6 октября 1931 года, сын принца Макса Эгона Гогенлоэ-Лангебург (1897—1968) и испанской аристократки Марии де ла Пьедад, маркизы де Бальвис де лас Навас (1892—1990). Потомок 1-го князя Гогенлоэ-Лангенбурга Людвига по линии его младшего сына Фридриха Эрнста.
В 1956 году в качестве представителя от княжества Лихтенштейн выступал на зимних Олимпийских играх в итальянском Кортина-д’Ампеццо. Был участником соревнований по скоростному спуску, где финишировал на 45 месте с отставанием от победителя +2:23.6.

## Личная жизнь
Женился в 1961 году на Анне де Медина и Фернандес де Кордоба (1940—2012), старшей дочери Виктории Евгении Фернандес де Кордоба, 18-й герцогини де Мединасели. Трое детей:
- принц Марко (1962—2016) — 19-й герцог де Мединасели (2013—2016). Женат на Сандре Шмидт-Полекс:
  - принцесса Виктория Елизавета (р. 1997) — 20-я герцогиня де Мединасели.
  - принц Александр Гонсало (р. 1999) — 14-й герцог Сьюдад-Реаль, 13-й маркиз де Наваэрмоса
- принц Пабло (р. 1963), женат, имеет потомство.
- принцесса Флавия (р. 1964), замужем за Хосе Луисом Вильялонга-Суаресом, трое детей

Имел брата Альфонсо, сын которого — Хубертус фон Гогенлоэ (р. 1959) также стал горнолыжником и выступал на шести Олимпийских играх в составе сборной Мексики.